# Latavius Murray
Latavius Rashard Murray (Orlando, 18 gennaio 1990) è un giocatore di football americano statunitense che milita nel ruolo di running back per i Buffalo Bills della National Football League (NFL). Fu scelto nel corso del sesto giro (181º assoluto) del Draft NFL 2013 dagli Oakland Raiders. Al college ha giocato a football alla University of Central Florida.

## Carriera universitaria
Latavius iniziò a giocare al college football con gli UCF Knights a partire dal 2008. Nel suo primo anno giocò 8 partite, totalizzando 132 yard su corsa con 3 touchdown e 4 yard su ricezione. Dopo aver saltato la stagione 2009, nel suo anno da sophomore come red-shirt giocò 14 partite, totalizzando 637 yard su corsa con 11 TD e 47 yard su ricezione con un TD. A fine anno giocò il Liberty Bowl contro i Georgia Bulldogs, vincendolo.
Nel suo anno da junior giocò 12 partite, totalizzando 549 yard con 8 TD e 242 yard su ricezioni con un TD. Nel suo ultimo anno giocò 11 partite, totalizzando 1.106 yard su corsa con 15 TD e 231 yard con 4 TD. A fine anno giocò il Beef O'Brady's Bowl contro i Ball State Cardinals, vincendolo.
Premi e vittorie:
- Liberty Bowl (2010)
- Beef O'Brady's Bowl (2012)
- First-Team All-C USA (2012)
- UCF Knights MVP (2011)

## Carriera professionistica

### Oakland Raiders
Murray fu scelto al sesto giro del Draft 2013 dai Raiders. Il 7 giugno firmò un contratto quadriennale del valore di 2,26 milioni di dollari, inclusi 106.200 dollari di bonus alla firma. Il 20 agosto venne operato in artroscopia alla caviglia finendo dopo una settimana nella lista infortunati, saltando così l'intera stagione. Debuttò come professionista subentrando nella settimana 1 del 2014 contro i New York Jets. Nel dodicesimo turno contro i Kansas City Chiefs contribuì alla prima vittoria stagione dei Raiders giocando la sua miglior prestazione con 112 yard corse e i primi due touchdown in carriera. La sua annata si chiuse con 424 yard corse e 2 touchdown in 15 presenze, 3 delle quali come titolare.

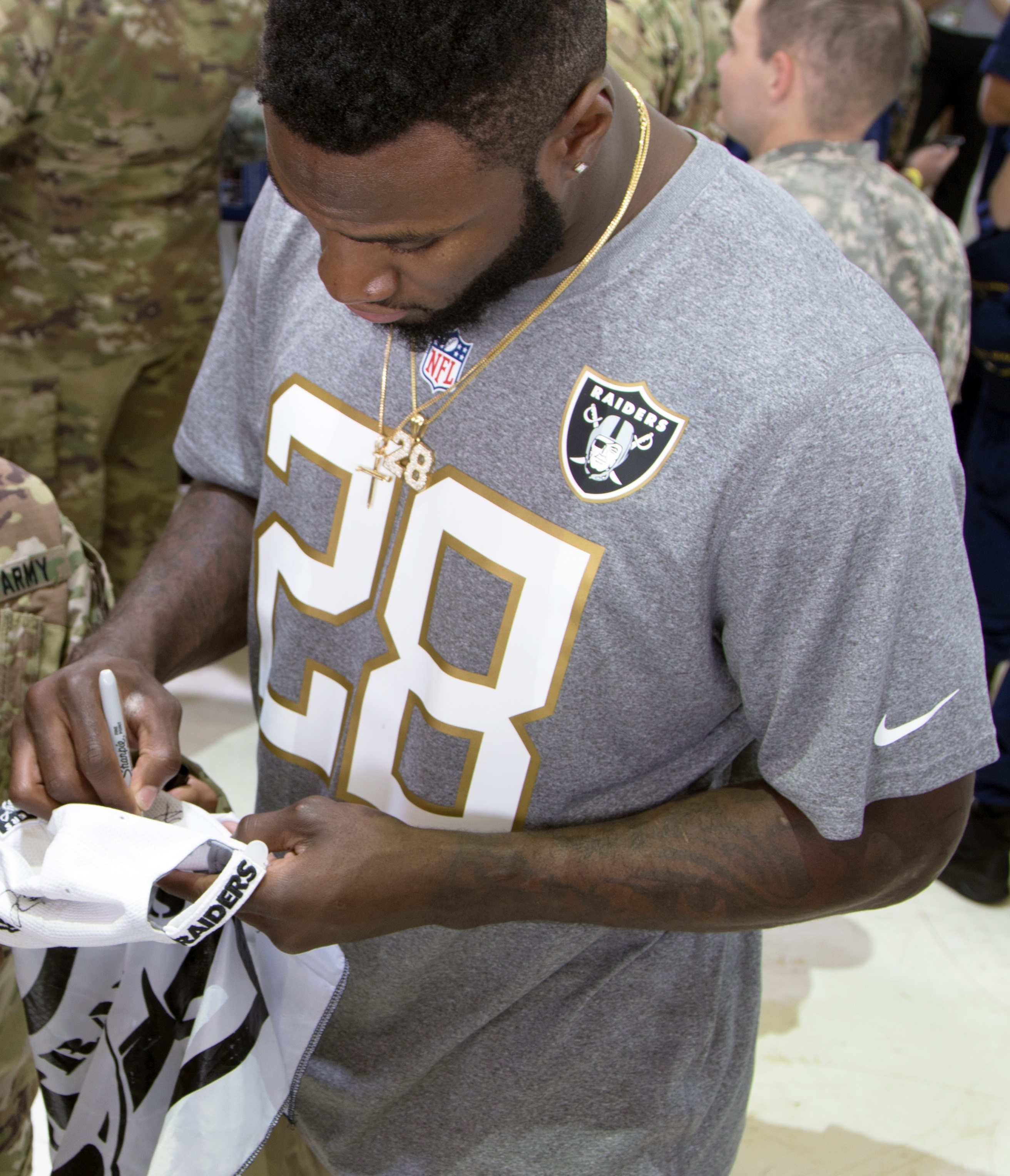
Murray mentre firma un autografo prima del Pro Bowl 2016

Murray segnò il primo touchdown del 2015 nel secondo turno vinto contro i Baltimore Ravens e sette giorni dopo contribuì ad interrompere una striscia di 11 sconfitte in trasferta con 139 yard corse e la sua seconda marcatura. La sua annata si chiuse guidando i Raiders con 1.066 yard corse e 6 TD su corsa, venendo convocato per il suo primo Pro Bowl.
Nel nono turno della stagione 2016, Murray corse 114 yard e segnò tre touchdown, venendo premiato come running back della settimana dopo la vittoria sui Denver Broncos rivali di division. La sua annata si chiuse al quarto posto della NFL con 12 touchdown su corsa.

### Minnesota Vikings
Divenuto free agent il 15 marzo firmò con i Minnesota Vikings un contratto triennale del valore di 15 milioni di dollari. Murray, che fino ad allora aveva sia al college che ad Oakland vestito il numero 28 in onore di Fred Taylor che sin da bambino era il suo running back preferito, rinunciò a fare altrettanto in Minnesota in segno di rispetto verso il suo predecessore Adrian Peterson, optando invece per il numero 25 in onore del suo migliore amico venuto a mancare nel novembre 2016. Nella prima stagione regolare con la nuova maglia segnò 8 touchdown, imponendosi come running back titolare dopo l'infortunio del rookie Dalvin Cook. Andò a segnò anche nel divisional round dei playoff, guidando la squadra con 50 yard corse nella vittoria sui New Orleans Saints che portò i Vikings in finale di conference.
Nel sesto turno della stagione 2018 Murray segnò il primo touchdown su corsa di tutta la stagione dei Vikings. La sua partita si chiuse con 155 yard corse nella vittoria sui Cardinals

### New Orleans Saints
Il 13 marzo 2019, Murray firmò un contratto quadriennale del valore di 14,4 milioni di dollari con i New Orleans Saints. Il 7 settembre 2021 fu svincolato.

## Palmarès
- Convocazioni al Pro Bowl: 1

2015
- Running back della settimana: 2

9ª e 13ª del 2016